# Июньский список
Июньский список (швед. Junilistan) — бывшая шведская левая евроскептическая политическая партия. Основана в 2004 году, в том же году на выборах в Европейский парламент партия получила 14 % голосов и 3 места в Европарламенте. Однако на выборах 2009 года её рейтинг сильно упал и партия потеряла все свои места. В связи с последующим спадом в рейтинге партия неактивна с выборов в Европейский парламент 2014 года.
Партия также участвовала в шведских парламентских выборах 2006 года, но получила лишь 0,47 % голосов, что значительно меньше необходимых для прохождения в парламент 4 %.

## История

### Основание
Партия была образована в 2003 году после состоявшегося в сентябре в Швеции референдума о введении евро, на котором введение евро было отклонено. Партию основали Нильс Лундгрен, бывший член Шведской социал-демократической партии и главный экономист банка Nordea, Ларс Волин, бывший член Христианско-демократической партии, и Йеспер Кац.
Лундгрен надеялся получить поддержку от евроскептически настроенных избирателей, недовольных позитивным отношением своих партий к евро и дальнейшей европейской интеграции. Среди шведских партий, представленных в парламенте в то время, только Левая партия, Центристская партия и Партия зелёных были евроскептиками, в то время как Социал-демократическая партия, крупнейшая левая партия, и все правые партии, за исключением Центристской, положительно относились к европейской интеграции. Стремясь заручиться поддержкой этого широкого политического спектра, в правление партии вошли люди, ранее работавшие как в левых, так и в правых партиях.
Партия получила своё название от датского «Июньского движения» — евроскептической партии, названной в честь датского референдума, на котором Маастрихтский договор был отклонён. «Июньское движение» также послужило важным источником вдохновения для «Июньского списка».

### В Европарламенте (2004—2014)
Партия успешно набрала 14 % голосов на выборах в Европейский парламент 2004 года, получив три из 19 шведских мест. В число трёх депутатов Европарламента вошли Нильс Лундгрен, бывший социал-демократ Элен Гуден и бывший христианский демократ Ларс Волин. «Июньский список» был одним из основателей группы «Независимость и демократия» в Европейском парламенте.
В 2006 году Волин покинул «Июньский список», перейдя в христианские демократы, в результате чего у партии осталось всего два места. В качестве причины выхода из «Июньского списка» Волин заявил, что хочет «работать на христианских демократов и Альянс за Швецию на парламентских выборах 2006 года».
«Июньский список» был в избирательном бюллетене на парламентских выборах 2006 года в Швеции. Предвыборная платформа партии была сосредоточена на нескольких основных вопросах: увеличении числа людей, занятых в частном секторе, и, следовательно, увеличении налоговых поступлений в государственный бюджет, проведении референдума по конституции Европейского Союза и атомной энергетике, а также расширении муниципальной автономии и проведении большего количества местных референдумов. Все вопросы, не включенные в относительно короткую программу партии, были оставлены на усмотрение примерно 100 кандидатов. Избирателям предлагалось голосовать за конкретного кандидата из «Июньского списка», а не голосовать за всю партию.
В какой-то момент казалось, что партия сможет преодолеть 4%-ный барьер, необходимый для прохождения в парламент, и в сентябре 2005 года партия набрала 4,5 % голосов по результатам опросов. Однако после этого пика поддержка партии резко упала ниже 4 %, и за несколько месяцев до выборов стало ясно, что в этом году партия не получит места в парламенте. В итоге партия получила всего 26 072 голоса (0,47 %).
Нильс Лундгрен ушел в отставку с поста лидера партии в марте 2008 года. Партия решила избрать двух соруководителей вместо одного. Были избраны Сёрен Вибе, бывший депутат Европарламента и депутат парламента от Шведской социал-демократической партии, и Анника Эрикссон, давний член руководящего совета партии. Эрикссон ушла в отставку через пять месяцев, в январе 2009 года, из-за разногласий с Вибе и руководящим советом партии.
Шведский бизнесмен Свен Хагстрёмер, один из двух человек, давших свое имя группе компаний Hagströmer & Qviberg, входил в совет партии.

### Упадок (2009—2014)
На выборах в Европарламент в 2009 году поддержка «Июньского списка» значительно снизилась, и партия потеряла все свои места в Европарламенте. Партия надеялась, что Вибе привлечёт избирателей-евроскептиков. После выборов партия избрала Вибе и Биргитту Сведенборг своими сопредседателями. Вибе скончалась 29 декабря 2010 года после непродолжительной болезни, оставив Сведенборг единоличным лидером партии до своей отставки в 2013 году.
Партия ненадолго возродилась к выборам в Европарламент в 2014 году. Новым лидером и фаворитом партии стал Йорген Аппельгрен, бывший главный экономист Nordea и член Социал-демократической партии. Вторым фаворитом стала Камилла Линдберг, бывший депутат от Либеральной народной партии. Однако, на выборах 2014 года партия получила всего 11 629 голосов по всей стране.